# Bataille de Menin (1793)
Pour les articles homonymes, voir Bataille de Menin.
Première Coalition
Batailles
La bataille de Menin ou de Wervicq et Menin est une bataille se déroulant les 12 et 13 septembre 1793, lors de la Révolution française, pendant la campagne d'automne 1793 en Flandre au cours de la Guerre de la Première Coalition. Elle oppose les trente mille hommes de l'Armée du Nord commandée par le général Jean Nicolas Houchard aux treize mille hommes de l'armée de coalition. Cette armée est composée de la  veldleger (armée mobile) de l'armée des États généraux des Provinces-Unies commandée par le prince héréditaire d'Orange et son frère le prince Frédéric, de détachements de cavalerie autrichienne du général Kray, appuyés par le général Johann von Beaulieu. La bataille s'achève par une victoire française due à la supériorité numérique de l'armée française. Les troupes néerlandaises subissent des pertes importantes. Le prince Frédéric reçoit à Wervicq une blessure à l'épaule dont les séquelles abrégeront précocement ses jours. 

## Contexte
Au cours de l'été 1793, les forces de la coalition se sont scindées en plusieurs colonnes. L'armée britannique sous les ordres du Duc d'York assiège Dunkerque. Les troupes autrichiennes sous le commandement du prince de Cobourg tentent d'investir Le Quesnoy. L'armée des États (en), sous la direction du prince héréditaire, a pour charge de protéger les lignes de communication entre les deux armées alliées en gardant la rivière de la Lys. Les troupes néerlandaises sont principalement regroupées sur Wervicq et Menin, mais leur nombre est insuffisant pour garder la totalité des lignes de communication. Le commandant néerlandais demande à plusieurs reprises des renforts de ses alliés, sans succès. Après la bataille de Hondschoote, les Britanniques sont contraints de lever le siège de Dunkerque. Ils se replient sur Furnes, exposent ainsi le flanc droit des troupes néerlandaises qui peut être contourné à Ypres.
La retraite britannique ne se transforme pas en déroute, car le général Houchard ne les poursuit pas assez énergiquement (selon les commentateurs militaires français). Il reçoit une lettre de Carnot, membre du Comité de salut public délégué aux armées lui indiquant de se diriger vers Le Quesnoy pour tenter de dégager la ville et de s'emparer de la forteresse de Tournai. Le 10 septembre, le général Houchard modifie la direction de marche de son armée, qui ne se dirige plus vers Furnes mais vers Tournai. Pour conquérir cette ville, Houchard rencontre avec son armée les troupes néerlandaises autour de Menin pour éliminer cette menace de son flanc gauche.
Les troupes néerlandaises se retirent d'Ypres, jugée indéfendable par manque de provisions, vers Menin et Halluin où les troupes sont concentrées. Une retraite vers Courtrai est envisagée et débute le 10 septembre. Cependant le prince héritier est informé que Cobourg a obtenu la capitulation du Quesnoy et qu'il est en mesure de détacher une force de 14 000 Autrichiens sous les ordres de Beaulieu pour renforcer les Hollandais sur la ligne de la Lys. Cette information convainc le commandant néerlandais d'annuler la retraite et de rester sur la position de la Lys.
Le dispositif néerlandais s'organise comme suit :
- sur la droite, le prince de Hesse-Darmstadt occupe Wervicq et Comines ;
- au centre le prince héréditaire occupe Menin avec 6 000 hommes, et place 4 bataillons sous les ordres de Wartensleben en avant-garde à Roncq et Halluin ;
- la gauche du dispositif est formée par les Prussiens commandés par Von Geusau et Reitzenstein qui occupent Tourcoing et Lannoy.

Houchard ordonne aux colonnes de Béru, d'Hédouville (qui marche avec ses troupes de Houthem par voie de Poperinge) et de Dumonceau (ancien de la Légion belge) de se regrouper à Bailleul,.
Les trois généraux français perdent un temps précieux à Bailleul en préparation, mais les troupes néerlandaises ne soupçonnent pas leur présence (comme cela est démontré dans le récit de De Bas présentant le point de vue néerlandais, qui indique que l'attaque française est une surprise totale). Dans la matinée du 12 septembre, deux colonnes de troupes françaises sous les ordres de Dumonceau et d'Hédouville quittent Bailleul pour Menin, marchant le long de la rive gauche de la Lys.

## La bataille
Le soir du 12 septembre, de forts détachements français atteignent les bois autour de Bousbecque et Roncq, où ils surprennent un avant-poste du régiment néerlandais « Van Brakel » qui perd 40 hommes. Beaulieu arrive sur la Lys avec six escadrons de cavalerie et six bataillons d'infanterie, ne représentant que 8 000 hommes et non 14 000 comme espéré. Le prince héréditaire accueille personnellement les renforts et leur fait traverser la Lys dans un champ près de Wevelgem ; les Autrichiens y passent la nuit. Pendant ce temps les troupes néerlandaises affrontent l'avant-garde française, avançant sur deux colonnes vers Menin et Halluin, qui se replient près de Halluin. Au cours de ces combats le prince de Hesse-Darmstadt est grièvement blessé.
Au matin du 13 septembre, Houchard déclenche une attaque sur trois parties de la ligne néerlandaise en employant les trois colonnes des généraux Hédouville, Béru et Dumonceau. Informé de l'attaque française, le prince héréditaire demande personnellement à Beaulieu d'envoyer des renforts aux troupes néerlandaises pressées par l'assaut français. Beaulieu refuse, prétextant que ses troupes n'ont pas encore pris leur petit déjeuner et ne peuvent donc être prêts à marcher avant 9 ou 10 h. Il informe également le prince qu'il a comme ordres de soutenir les Britanniques et non les Néerlandais. Cependant, il détache quatre escadrons de cavalerie (soit environ 400 hommes) sous les ordres du général Kray pour soutenir le prince Frédéric à Wervicq. Ce dernier, avec 5 000 soldats néerlandais, résiste depuis 5 heures du matin aux attaques françaises de la division Hédouville. Le village change de mains deux fois,, avant que les Français ne réussissent à l'occuper définitivement après une attaque vigoureuse. Les Français repoussent les Néerlandais avec des tirs d'artillerie soutenus,.

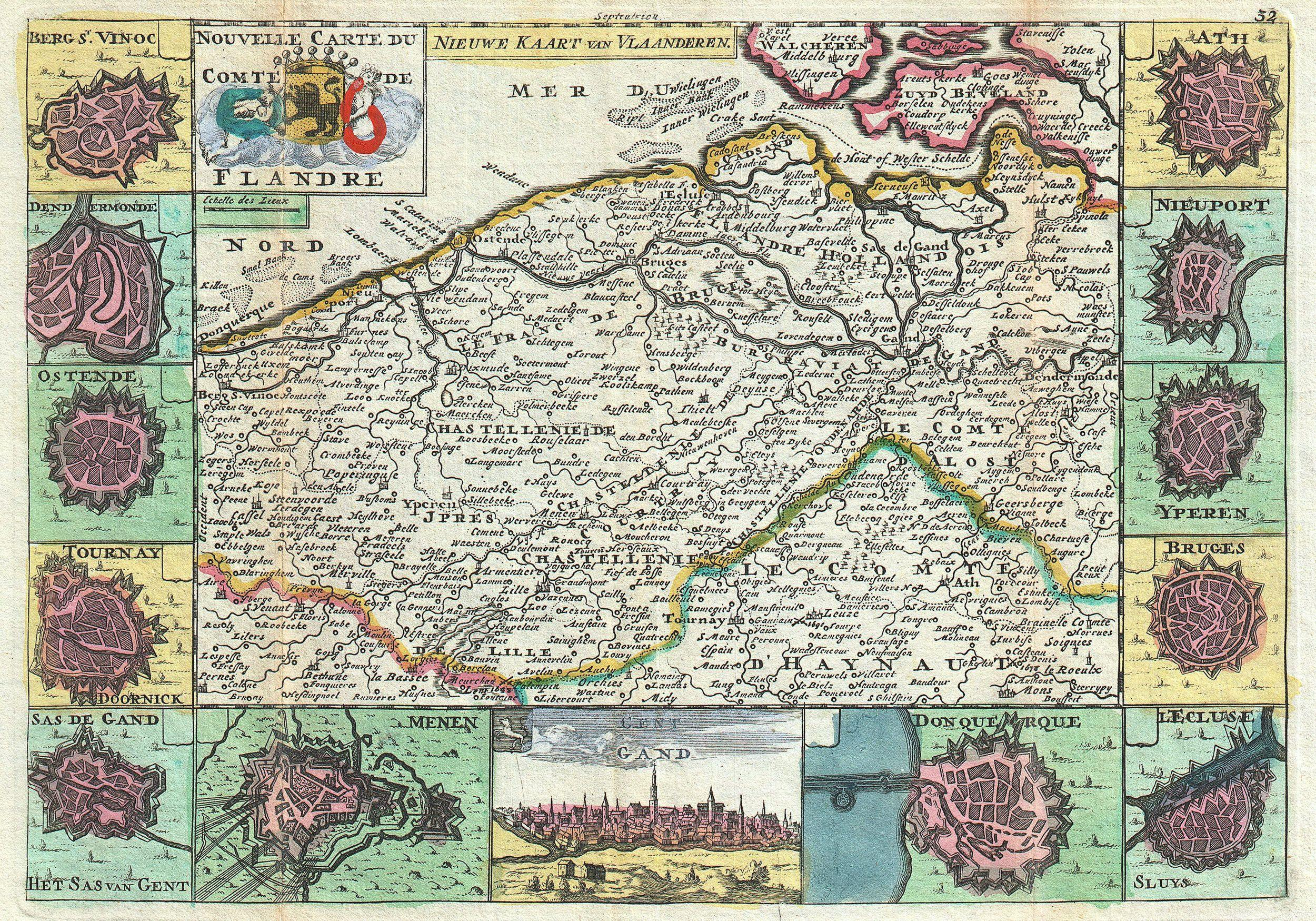
Carte de Flandre par Daniel de Lafeuille – le champ de bataille se trouve au milieu du triangle "Ipres"-Tournai-Courtrai

Lorsque le général Kray arrive à Wervicq, il assure au prince Frédéric que la troupe principale de Beaulieu suit. Il propose au Néerlandais inexpérimenté de contre-attaquer en attendant. Le jeune prince se met alors à la tête des gardes néerlandaises soutenus par le régiment suisse du comte de Gumoens (au service des Néerlandais) et par deux bataillons de grenadiers. L'infanterie est flanquée par de la cavalerie néerlandaise et autrichienne. Le prince Frédéric attaque, à la tête de la Garde hollandaise, une batterie française qui riposte par des tirs à mitraille. De Bas écrit : « Les escadrons de Kray se reculèrent devant la violente mitraille, se précipitèrent sur l'infanterie néerlandaise, et confondirent les nôtres [l'infanterie néerlandaise] ». À cet instant, le prince Frédéric est touché à l'épaule par une balle de mousquet, et tombe de cheval, rendu inconscient par la perte de sang. Il est évacué avec difficulté vers un hôpital de campagne néerlandais. La perte du commandant néerlandais et la confusion dans les troupes coalisées incite le major général Golowkin, commandant en second, à entamer une retraite générale,. La retraite est courageusement couverte par les Suisses, qui résistent à la poursuite de cavalerie française, mais dans les actions de retardement d'arrière-garde le bataillon du major Hohenlohe est détruit par de nombreuses pertes. 
Pendant ce temps le prince héréditaire dirige lui-même la défense néerlandaise à Halluin avec six bataillons, sous le commandement du comte de Wartensleben, contre deux fortes colonnes françaises de la division Béru, beaucoup plus nombreuses que les Néerlandais, et qui comptent 17 pièces d'artillerie lourde, qui font un carnage dans les rangs néerlandais. Les troupes néerlandaises combattent dans l'espoir vain que Beaulieu envoie des renforts. Vers 11 heures du matin, ils doivent quitter la ville quand la troisième colonne française menace leurs flancs. Les troupes françaises du général Dumonceau réussissent à atteindre la forteresse de la ville de Menin, faiblement défendue,,, divisant ainsi les forces néerlandaises,. Quand il apprit cela, le général Golowkin, qui avait eu l'intention d'occuper la ville, décide de se retirer plus loin en direction de Roulers. Ce mouvement oblige le prince héréditaire, toujours près de Menin, à battre en retraite en direction de Courtrai. Dans la soirée, il prend position près de Wevelgem. La cavalerie néerlandaise et le corps d'armée prussien sous les ordres de Reitzenstein ont observé la bataille près de Gheluvelt, mais sans s'engager. Ils réussissent à percer les lignes françaises et se retirent dans les environs d'Ypres,.
Le lendemain, le prince héritier ordonne une retraite des troupes néerlandaises (qui ne se fit pas dans le désordre, comme certaines sourcesl'affirment sans aucun fondement) vers Gand. Sur le chemin, il rencontre Beaulieu, qui lui demande des troupes néerlandaises pour couvrir Courtrai. Le prince refuse dans un accès de colère. Selon De Bas, le prince héréditaire est très apprécié par les autorités néerlandaises (en particulier par son père, le stathouder et capitaine général de l'armée des États) pour sa décision de sortir les troupes néerlandaises de Wervicq et Menin et de se retirer complètement à Gand, évitant ainsi la destruction de l'armée mobile. Le 10 septembre, il l'avait d'ailleurs souhaité, avant d'accepter la bataille, supposant raisonnablement que la force principale de Beaulieu arriverait pour le rejoindre. Si les renforts étaient arrivés au complet, les deux forces auraient été égales en nombre.
Les pertes néerlandaises sont de 97 officiers et de 1 394 hommes de troupe (dont 18 officiers et 131 hommes de troupe tués), 164 chevaux et 40 canons. Les Français perdent 600 hommes.

## Séquelles
Après la bataille, la ville de Menin est occupée par des troupes de la Légion franche étrangère batave, une brigade formée par des exilés néerlandais, anciens du parti des patriotes, et commandée par le lieutenant-colonel Daendels.
Trois jours plus tard, Houchard rencontre Beaulieu et est défait par les Autrichiens bien reposés dans un engagement à la sortie de Courtrai. Les révolutionnaires néerlandais sont chassés à nouveau de Menin, mais reviennent le 25 octobre avec la division Souhain et se distinguent lors de la reconquête de la ville.
L'armée des États reste à Gand jusqu'à la fin de l'année. Le prince Frédéric se remet difficilement de sa blessure ; elle n'a jamais guéri totalement et pourrait avoir contribué à sa mort prématurée en 1799.
Les Britanniques et les Hanovriens réoccupent la ligne de la Lys à la fin de septembre, mais sont à nouveau chassés de Wervicq et Menin par Dumonceau et Macdonald en octobre. Cependant, la campagne de 1793 se termine par les batailles de Cysoing et Marchiennes. les Français se retirent de ces positions.